# Tonelada corta
La tonelada corta (traducción literal del inglés short ton) es una unidad de masa que equivale a 2000 libras (907,184 kg).
Debido a que la misma es dominante en los Estados Unidos, en este país es con frecuencia denominada simplemente ton, sin distinguirla de la tonelada métrica (llamada tonne o metric ton en los EE. UU.) o de la tonelada larga (long ton) británica, la cual equivale a 2240 libras (1016,0461 kg). Sin embargo, las palabras inglesas ton y tonne se pronuncian de forma idéntica en el idioma inglés, lo que implica que las mismas pueden llegar, evidentemente, a causar confusiones.
No obstante, existen algunos ambientes específicos estadounidenses, tal como sucede en el caso de los buques de la Armada (US Navy), en los que la palabra ton a secas se refiere a la tradicional medida británica. Al respecto, la Oficina de Estadísticas del Transporte de Estados Unidos (United States Bureau of Transportation Statistics) ha mencionado que “históricamente, un muy importante patrón de carga para los veleros europeos era el vino, almacenado y embarcado en barriles llamados toneles. Estos toneles de vino, debido a su tamaño uniforme y a su demanda universal, se convirtieron en un estándar por el cual se podía medir la capacidad de un barco. Un tonel de vino pesaba aproximadamente 2240 libras y ocupaba cerca de 60 pies cúbicos. Asimismo, esa misma fuente del Gobierno federal estadounidense agrega que “Hoy, el estándar de peso de los diseñadores de barcos es la tonelada larga, la cual es igual a 2240 libras”.
Tanto la tonelada corta como la larga son definidas como equivalentes a 20 quintales, pero un quintal equivale a 100 libras (unos 45,359 kilogramos) en el sistema de medidas vigente en los Estados Unidos (quintal corto o neto) y 112 libras (50,802 kg) en el sistema anglosajón de unidades (quintal largo o quintal grueso, long hundredweight o gross hundredweight).
Como en el Reino Unido la tonelada corta es una unidad de masa raramente usada, la palabra ton a secas se refiere casi siempre a una tonelada larga (de 1016 kg de peso), mientras que las toneladas métricas se distinguen por su ortografía tonne, al margen de que su pronunciación es exactamente la misma en inglés. Por lo tanto, estas últimas suelen ser más formalmente denominadas como metric ton.
Por su parte, una tonelada corta de fuerza equivale a 2000 lbf.